# The Empty Man
The Empty Man és una sèrie de sèries de còmics de thriller sobrenatural i terror distòpic guionitzada per Cullen Bunn i il·lustrada per Vanesa R. Del Rey (en la primera sèrie) i Jesús Hervás en la segona sèrie. Hi ha una adaptació al cinema de la primera sèrie de còmics produïda per 20th Century Fox.

## Argument
La primera sèrie de còmics tractà sobre la pandèmia anomenada The Empty Man que pareixia que no tenia un origen clar. Aquesta malaltia afecta els éssers humans trastornant-los la capacitat cognitiva i convertint-los en persones violentes i irracionals. Uns investigadors de l'FBI i el CDC van de per allí investigant, amb el que troben la deïficació de la malaltia mitjançant la proliferació de sectes.
La segona sèrie se centra en com conviu una família, la família dels Kerry, amb la malaltia mentre el govern demana que tota persona amb els símptomes s'entregue. La família dels Kerry es nega a seguir l'ordre perquè qui s'entrega no torna mai. Així, Melissa Kerry, el seu marit i la seua filla s'esforcen per a ocultar la malaltia que pateix Melissa.
La malaltia evoluciona, cosa que és reaccionat pel govern tornant-se més radical, provocant que la situació de la família dels Kerry empitjore. La malaltia pareix que comença a provocar canvis físics en els malalts.

## Sèries
- The Empty Man (minisèrie de 6 números) - 2014, BOOM! Studios[1]
  - Recopilat en un volum publicat el 2015 per la mateixa editorial.[3]
- The Empty Man #1[2]